# Дионисий (Сосновский)
Епи́скоп Диони́сий (в миру Павел Иванович Сосновский; 1859, Тамбовская губерния — 4 февраля 1918, Киевская губерния) — епископ Русской православной церкви, епископ Измаильский, викарий Кишинёвской епархии

## Биография
Родился в 1859 году в семье диакона Тамбовской епархии.
В 1876 году окончил 2-е Тамбовское духовное училище, в 1885 году — Иркутскую духовную семинарию и два года работал сельским учителем.
3 октября 1885 года тамбовским архиереем Виталием (Иосифовым) был хиротонисан во диакона Космодамианской церкви села Верхняя Ярославка Тамбовской губернии.
В 1888 году овдовел. В том же году поступил в Московскую духовную академию и 8 мая 1892 года был пострижен в монашество с именем Дионисий. 25 мая 1892 года хиротонисан во иеромонаха.
В том же году окончил МДА со степенью кандидата богословия и определён на службу в духовно-училищное ведомство. Работал смотрителем Варшавского духовного училища (1892—1896 гг.) и ректором Иркутской духовной семинарии (1896—1898 гг.).
В 1896 году возведён в сан архимандрита.
Прибыл в Иркутск в марте 1897 году, стал членом Иркутского комитета Православного миссионерского общества, исполнял обязанности председателя епархиального Училищного совета.
В 1898—1900 годы — настоятель Дмитровский Борисоглебский монастырь Московской епархии.
В 1900—1901 годах вызывался на чреду священнослужения в Санкт-Петербург.
В 1901—1906 годы — настоятель Николаевской Теребенской пустыни Тверской епархии.
В 1902—1906 годы — благочинный от монастырей Тверской епархии.
В 1906—1908 годах вызывался на чреду священнослужения в Санкт-Петербург.
Указом Святейшего Синода от 31 августа 1908 года создано Челябинское викариатство Оренбургской епархии.
12 сентября 1908 года в Петербурге в зале заседаний Св. Синода в присутствии обер-прокурора Синода П. П. Извольского состоялось наречение во епископа Челябинского.
14 сентября 1908 года, в воскресный день, в Свято-Троицком храме Александро-Невской лавры была совершена хиротония архимандрита Дионисия во епископа Челябинского.
Жил в Оренбурге, числясь настоятелем Успенского Макарьевского монастыря, а фактически выполняя при оренбургских епархиальных архиереях Иоакиме (Левицком) и Феодосии (Олтаржевском) функции их заместителя.
Во время отпусков епархиальных архиереев временно управлял Оренбургской епархией (май-июль 1909, июнь-июль 1913 и 1914 годы).
Решением Святейшего синода временно управлял Тобольской епархией в мае-июне 1912 года.
Указом Святейшего Синода от 17 ноября 1914 года назначен епископом Измаильским, вторым викарием Кишинёвской епархии. 20 декабря уехал на новое место службы.
После оккупации Румынией Бесарабии, вынужден был уехать в Россию.
Недалеко от Киева на железнодорожной станции «Вятка» был схвачен и 4 февраля 1918 года казнен большевиками.

## Канонизация
Имя епископа Дионисия было внесено в черновой поимённый список новомучеников и исповедников российских при подготовке канонизации, совершённой РПЦЗ в 1981 году. Однако список новомучеников был издан только в конце 1990-х годов.
Почитается в Одесской епархии Русской православной церкви как местночитимый святой (день памяти — в воскресенье, ближайшее к 25 янвваря (6 февраля) в Соборе новомучеников и исповедников Церкви Русской.